# Overlay-Folie (Radar)

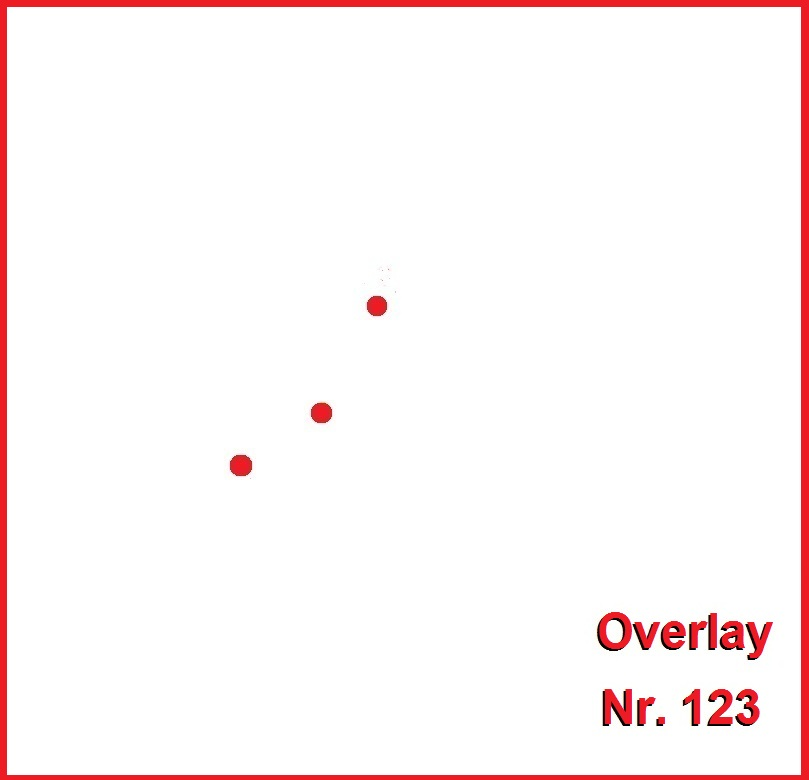
Overlay-Folie (Stark vereinfachtes Bild)

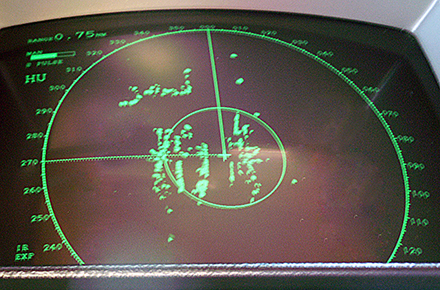
Radarschirm (Screen) auf einem Schiff

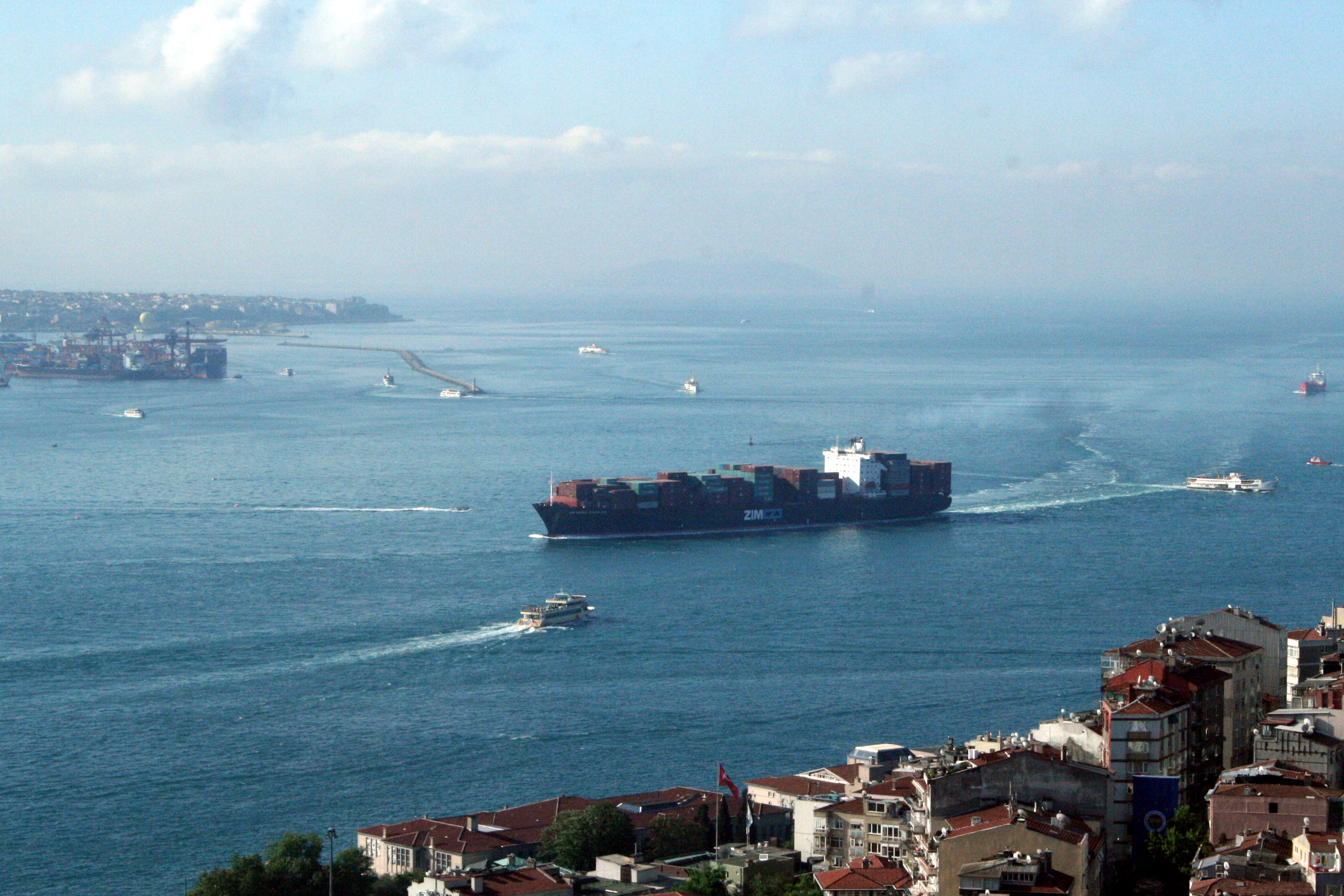
Typischer Schiffsverkehr in Meerengen

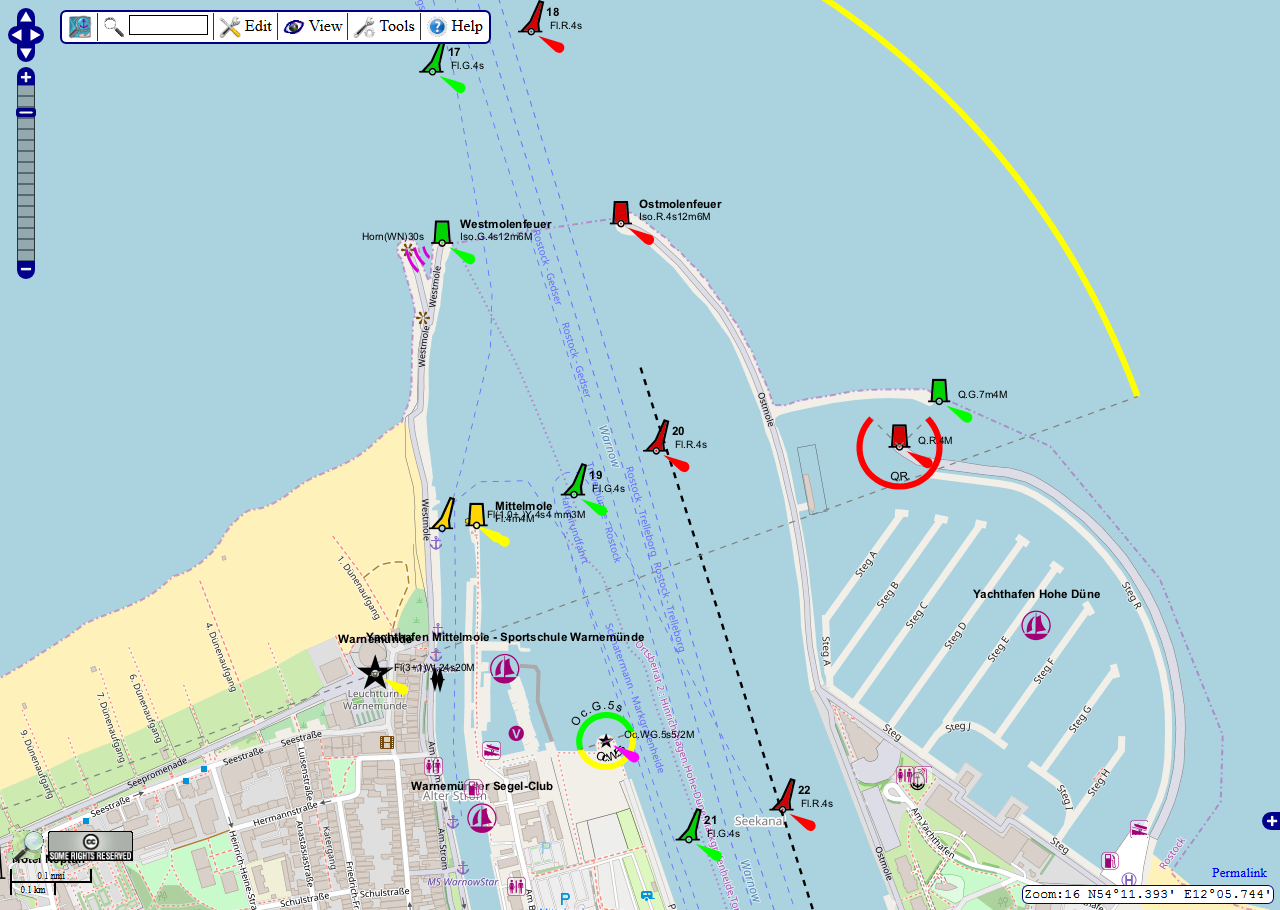
Beispiel einer digitalen Seekarte

Overlay-Folien (auch kurz Overlays genannt) sind meist in Ordnern abheftbare, transparente Kunststofffolien zur Unterstützung der Radar-Navigation von Wasserfahrzeugen.

## Verwendung
Overlay-Folien sind ein häufig benutztes Hilfsmittel in der Seefahrt, um in engen Fahrwassern bei radargestützter Navigation fahrende von festen Radarechos zu unterscheiden. Fahrende Radarechos sind z. B. mitlaufende, querende oder entgegenkommende Wasserfahrzeuge, während feste Radarechos feste oder schwimmende Seezeichen sind.  Da Seezeichen oft zur besseren Erkennung mit Radarreflektoren bestückt sind, gibt die Größe des Radarechos keinen sicheren Hinweis auf das Objekt.
Auf dem Radarschirm (oft auch Screen genannt) bewegen sich sowohl fahrende als auch feste Radarechos relativ zur eigenen Schiffsbewegung. Allerdings sind für die Schiffsführung die fahrenden Echos weitaus wichtiger, da sie die „gefährlichen“ Wasserfahrzeuge von den eher „ungefährlichen“ Seezeichen unterscheiden.
Um beide Radarechoformen voneinander unterscheiden zu können, werden transparente Kunststofffolien verwendet, auf die von den entsprechenden Seekarten, maßstäblich zum Radarschirm, die Seezeichen aufgemalt sind. Diese Folien werden bei Passage der Meerenge oder Hafeneinfahrt auf den Radarschirm aufgelegt, an den dann darauf erkennbaren Seezeichen ausgerichtet und auf dem Radarbild händisch mitgeführt. Nun sind die Radarechos von Wasserfahrzeugen deutlicher zu erkennen und von der Schiffsführung besser zu beobachten.
Der Einsatz von Overlay-Folien kann die Anzahl von Kollisionen oder sonstige Havarien deutlich verringern.

Anpassung der Overlay-Folie an den Radarschirm und die Seezeichenechos
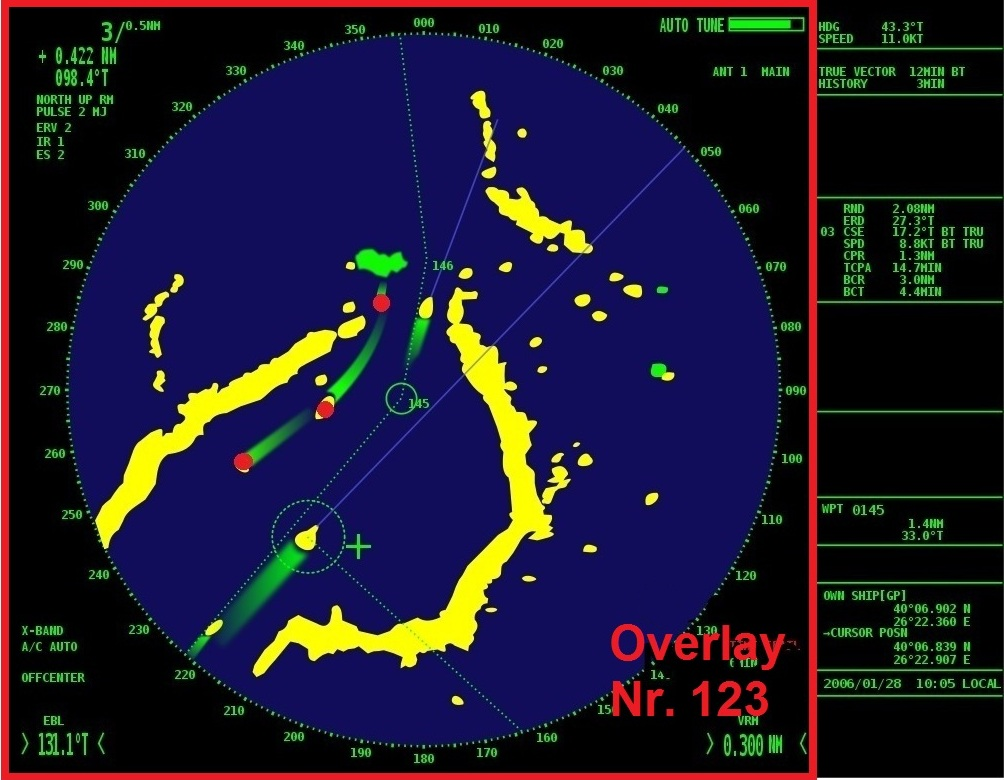
Durch die Erkennung der Seezeichen sind die drei „Mitläufer“ besser zu beobachten
Händische Verschiebung der Overlay-Folie entlang der Seezeichenechos

Vorstehend beschriebene Overlay-Folien werden von erfahrenen Nautikern an Bord der Schiffe selbst hergestellt. Durch häufigen Wechsel der Betonnung der Seewege müssen sie laufend aktualisiert werden. Grundlage hierfür sind die wöchentlich erscheinenden Nachrichten für Seefahrer (NfS), nach denen auch die analogen Seekarten aktualisiert werden müssen.

## Radar-Overlay
Modernes Radar-Overlay funktioniert elektronisch, indem Radar- und digitales Seekartenbild synchronisiert auf einem Monitor dargestellt werden und auch die Updates automatisch eingespielt werden.